# (8216) Melosh
(8216) Melosh – planetoida z pasa głównego asteroid okrążająca Słońce w ciągu 4 lat i 35 dni w średniej odległości 2,56 au. Została odkryta 27 marca 1995 roku w programie Spacewatch. Nazwa pochodzi od H. Jaya Melosha (ur. 1947), który zajmował się badaniem powstawania kraterów uderzeniowych oraz teorią powstania Księżyca wskutek wielkiego zderzenia. Przed nadaniem nazwy planetoida nosiła oznaczenie tymczasowe (8216) 1995 FX14.